# STS-35
STS-35 (ang. Space Transportation System) – dziesiąta misja wahadłowca kosmicznego Columbia i trzydziesta ósma programu lotów wahadłowców.

## Załoga
źródło
- Vance D. Brand (4)*, dowódca (CDR)
- Guy Gardner (2), pilot (PLT)
- Jeffrey Hoffman (2), specjalista misji 1 (MS1)
- John Lounge (3), specjalista misji 2 (MS2)
- Robert A. Parker (2), specjalista misji 3 (MS3)
- Samuel Durrance (1), specjalista ładunku 1 (PS1)
- Ronald Parise (1), specjalista ładunku 2 (PS2)

*(liczba w nawiasie oznacza liczbę lotów odbytych przez każdego z astronautów)

## Parametry misji
- Masa:
  - startowa orbitera:  121 344 kg
  - lądującego orbitera: 102 462 kg
  - ładunku: 12 095 kg
- Perygeum: 352 km
- Apogeum: 362 km
- Inklinacja: 28,5°
- Okres orbitalny: 91,7 min

## Misja
Głównym celem misji była ciągła obserwacja przestrzeni kosmicznej w ultrafiolecie i promieniowaniu rentgenowskim za pomocą obserwatorium ASTRO-1 umieszczonego w ładowni wahadłowca, składającego się z czterech oddzielnych teleskopów.